# Quentin Roosevelt
Pour les articles homonymes, voir Roosevelt.
Pour les autres membres de la famille, voir Famille Roosevelt.
Quentin Roosevelt, né le 19 novembre 1897 et mort le 14 juillet 1918, est un militaire américain qui combattit durant la Première Guerre mondiale. Il est le plus jeune fils du président des États-Unis Theodore Roosevelt et lointain cousin du président Franklin Delano Roosevelt, Quentin servit comme aviateur dans l'US Army. Il meurt, abattu au-dessus de Chamery (commune de Coulonges-Cohan) (France) à l'âge de vingt ans.

## Biographie

### Famille
Il est le demi-frère d'Alice Roosevelt Longworth (1884-1980), le frère de Theodore Roosevelt Junior (1887-1944) général, Kermit Roosevelt (1889-1943), Ethel Carow Roosevelt (en) (1891-1977), Archibald Bulloch Roosevelt (en) (1894-1979). Il fait des études à Harvard dont il est diplômé en 1914.

### Première Guerre mondiale
Il participe au camp d'entrainement d'été à Plattsburg en 1915 du général Wood ce qui lui permet d'entrer dans l'American Expeditionary Force comme sous-lieutenant. Il fait une préparation dans le Service aérien de l'armée (United States Air Service) sur l'aérodrome de Long Island.
Arrivé en France, il partage l'entraînement du United States Army Air Service sur la base d'Issoudun et il est intégré au 95e escadron aérien qui fait partie du 1er Groupe de poursuite basé à Touquin (Seine-et-Marne), le 28 juin 1918 et le 9 juillet 1918 à Saints (Seine-et-Marne). Il a été décoré de la Croix de guerre 1914-1918 avec palme. Son chasseur Nieuport 28 est abattu par le sergent allemand Karl Thom (en), au-dessus du village de Chamery (commune de Coulonges-Cohan) dans l'Aisne le 14 juillet 1918 derrière les lignes tenues par les Allemands. Ces derniers lui rendirent les honneurs militaires pour son enterrement.
Il repose actuellement au cimetière américain de Colleville-sur-Mer (Normandie), aux côtés de son frère Theodore Roosevelt Junior carré D, dernière rangée.

## Hommage

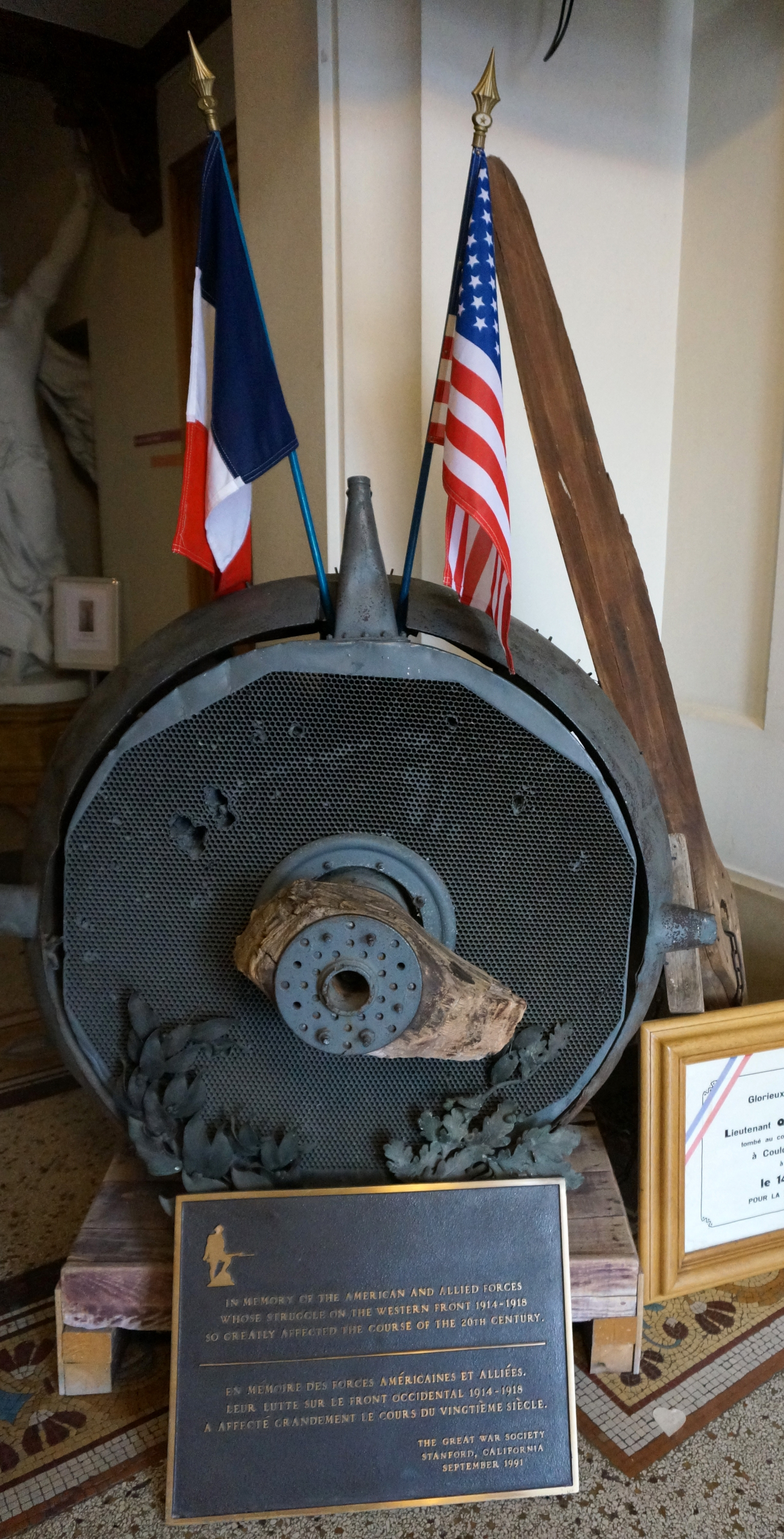
Moteur de l'avion de Quentin Roosevelt dans l'hôtel de ville de Château-Thierry.

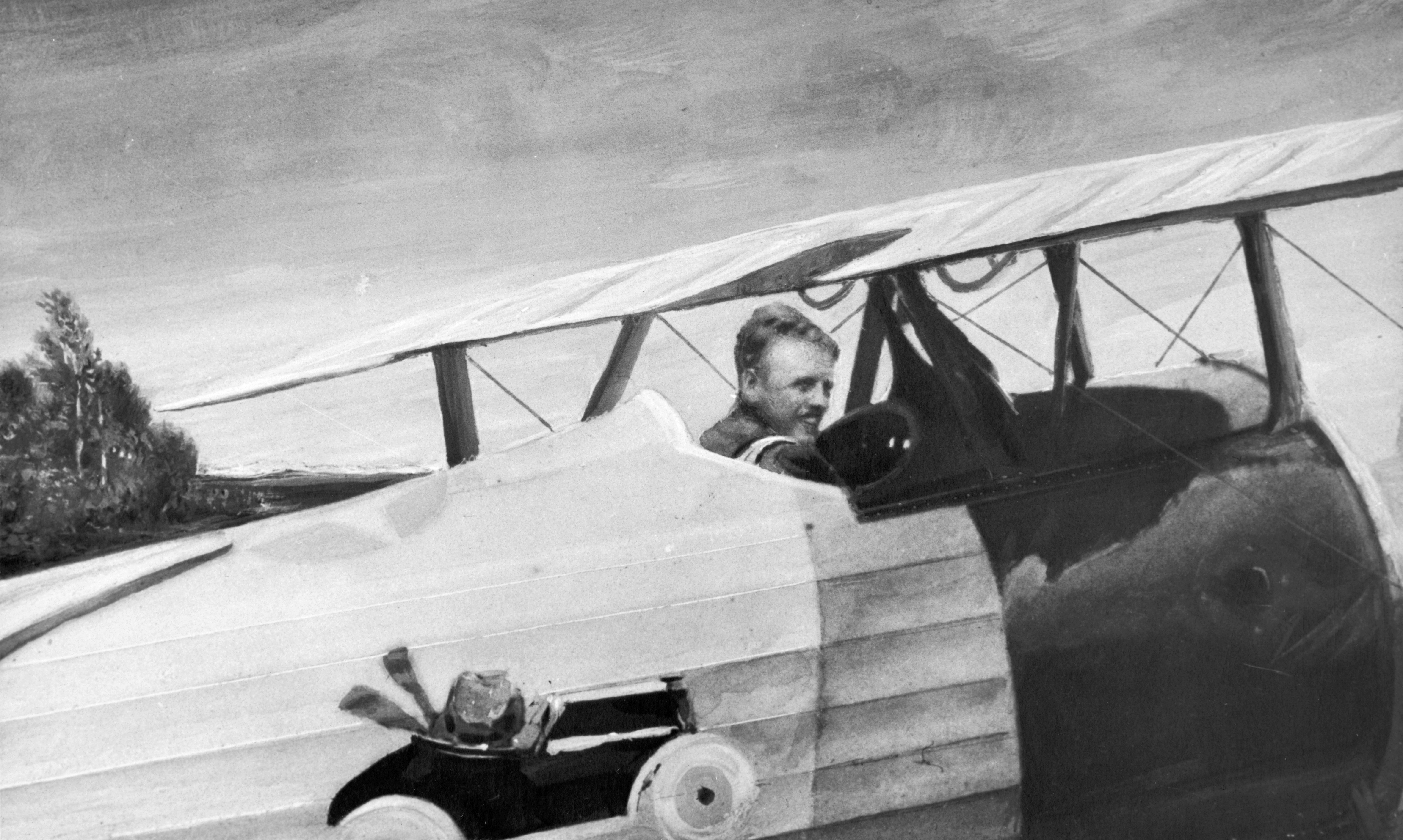
Quentin Roosevelt aux commandes de son Nieuport.

- Une fontaine a été construite par sa famille en sa mémoire, dans le village de Chamery[3].
- Une plaque a été placée dans le village de Saints[4].
- La commune de Quentin en Pennsylvanie porte ce nom en son honneur.
- Le moteur de son avion est exposé dans l'hôtel de ville de Château-Thierry.
- Une rue de Château-Thierry porte son nom.
- Au monument-ossuaire de la Ferme de Navarin à Sommepy-Tahure (Marne), le soldat américain de droite du groupe monumental de Maxime Real del Sarte a les traits de Quentin Roosevelt, selon le souhait du général Henri Gouraud.
- L'aviso Quentin Roosevelt est nommé en son honneur.
- L'aéroport de Roosevelt Field à Mineola (New York)  est nommé en son honneur.
- L'école de Coulonges-Cohan porte son nom. La plaque commémorative est inaugurée le 14 juillet 2018, centième anniversaire de sa mort, en présence de représentants de la famille Roosevelt.